# 黑环罂粟
黑环罂粟（学名：Papaver pavoninum）为罂粟科罂粟属下的一个种。

## 扩展阅读
- 維基物種上的相關：黑环罂粟